# Lil Dicky

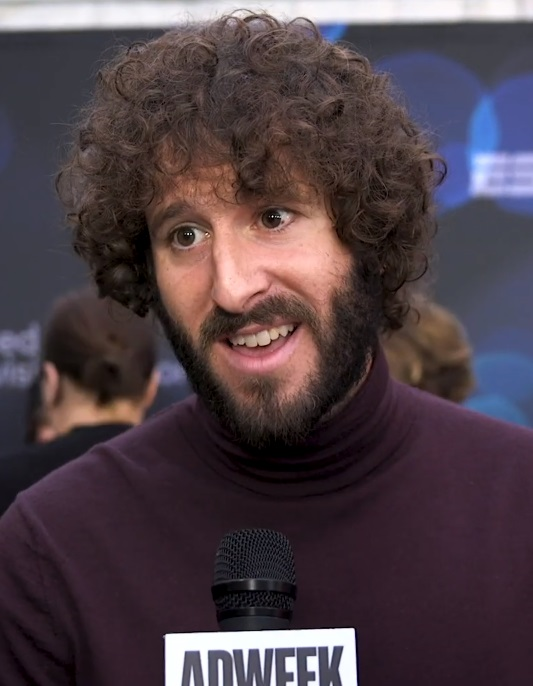
Lil Dicky (2019)

Lil Dicky (* 15. März 1988 in Cheltenham Township, Pennsylvania; bürgerlich: David Andrew Burd) ist ein US-amerikanischer Rapper, Komiker und Schauspieler.

## Biografie
Sein Debütalbum Professional Rapper erschien am 31. Juli 2015 und kam bis auf Platz 7 der US-Billboard Hot 200 (Albumcharts). Seine Single Save Dat Money zusammen mit Fetty Wap und Rich Homie Quan kam auf Platz 71 der Billboard Hot 100. 2018 veröffentlichte er zusammen mit Sänger Chris Brown den Song Freaky Friday, der in den USA Platz 8 der Musik-Charts erreicht und in England Platz 1.
Im April 2019 veröffentlichte er die Single Earth, bei der mehr als 30 prominente Musiker mitwirkten. Alle Einnahmen aus dem Streaming werden zugunsten des Klimaschutzes gespendet.
Seit 2020 spielt er in der Fernsehserie Dave die namensgebende Hauptrolle. Zusätzlich ist er zusammen mit Jeff Schaffer Schöpfer der Comedy, Executive Producer und Drehbuchautor. Auf Basis der für die Serie entstandenen Songs erschien im Januar 2024 das Album Penith.

## Diskografie

### Studioalben
| Jahr | Titel                        | Höchstplatzierung, Gesamtwochen, AuszeichnungChartsChartplatzierungen (Jahr, Titel, Platzierungen, Wochen, Auszeichnungen, Anmerkungen) | Anmerkungen                                                            |
| Jahr | Titel                        | US | Anmerkungen                                                            |
| ---- | ---------------------------- | --- | ---------------------------------------------------------------------- |
| 2015 | Professional Rapper          | US7 Platin · (48 Wo.)US | Erstveröffentlichung: 31. Juli 2015                                    |
| 2024 | Penith (The Dave Soundtrack) | US54 (1 Wo.)US | Soundtrack zur Fernsehserie Dave Erstveröffentlichung: 19. Januar 2024 |

### Mixtapes
- 2013: So Hard
- 2014: Hump Days

### EPs
- 2017: I’m Brain (als Brain feat. Lil Dicky)

### Singles
| Jahr | Titel Album                        | Höchstplatzierung, Gesamtwochen, AuszeichnungChartplatzierungen (Jahr, Titel, Album, Platzierungen, Wochen, Auszeichnungen, Anmerkungen) | Höchstplatzierung, Gesamtwochen, AuszeichnungChartplatzierungen (Jahr, Titel, Album, Platzierungen, Wochen, Auszeichnungen, Anmerkungen) | Höchstplatzierung, Gesamtwochen, AuszeichnungChartplatzierungen (Jahr, Titel, Album, Platzierungen, Wochen, Auszeichnungen, Anmerkungen) | Höchstplatzierung, Gesamtwochen, AuszeichnungChartplatzierungen (Jahr, Titel, Album, Platzierungen, Wochen, Auszeichnungen, Anmerkungen) | Höchstplatzierung, Gesamtwochen, AuszeichnungChartplatzierungen (Jahr, Titel, Album, Platzierungen, Wochen, Auszeichnungen, Anmerkungen) | Anmerkungen                                                           |
| Jahr | Titel Album                        | DE | AT | CH | UK | US | Anmerkungen                                                           |
| ---- | ---------------------------------- | --- | --- | --- | --- | --- | --------------------------------------------------------------------- |
| 2015 | Save Dat Money Professional Rapper | — | — | — | — | US71 ×2Doppelplatin · (19 Wo.)US | Erstveröffentlichung: 10. Juni 2015 feat. Fetty Wap & Rich Homie Quan |
| 2018 | Freaky Friday –                    | DE21 Gold · (14 Wo.)DE | AT20 (12 Wo.)AT | CH33 (11 Wo.)CH | UK1 ×2Doppelplatin · (21 Wo.)UK | US8 ×5Fünffachplatin · (20 Wo.)US | Erstveröffentlichung: 27. Februar 2018 feat. Chris Brown              |
| 2019 | Earth –                            | DE77 (3 Wo.)DE | AT27 (6 Wo.)AT | CH42 (4 Wo.)CH | UK21 Silber · (9 Wo.)UK | US17 Platin · (6 Wo.)US | Erstveröffentlichung: 19. April 2019                                  |

Weitere Singles
- 2013: Ex-Boyfriend
- 2014: White Crime
- 2014: Lemme Freak (US: Gold)
- 2015: Molly (US: Platin)
- 2016: Just a Lil’ Thick (She Juicy) (Trinidad James feat. Mystikal & Lil Dicky, US: Gold)
- 2016: Sit Down (Kent Jones feat. Ty Dolla $ign, Lil Dicky & E-40)
- 2021: We Good (mit GaTa)
- 2023: Mr. McAdams

## Auszeichnungen für Musikverkäufe
| Goldene Schallplatte - Brasilien - 2020: für die Single Earth - Neuseeland - 2019: für die Single Molly - 2019: für die Single Save Dat Money - 2020: für die Single Earth - 2022: für das Album Professional Rapper Platin-Schallplatte - Dänemark - 2019: für die Single Freaky Friday - Kanada - 2020: für die Single Earth - Niederlande - 2020: für die Single Freaky Friday - Vereinigte Staaten - 2019: für das Lied Professional Rapper | 2× Platin-Schallplatte - Brasilien - 2022: für die Single Freaky Friday 3× Platin-Schallplatte - Australien - 2021: für die Single Freaky Friday - Kanada - 2021: für die Single Freaky Friday - Neuseeland - 2022: für die Single Freaky Friday |

Anmerkung: Auszeichnungen in Ländern aus den Charttabellen bzw. Chartboxen sind in ebendiesen zu finden.
| Land/RegionAuszeichnungen für Musikverkäufe (Land/Region, Auszeichnungen, Verkäufe, Quellen) | Silber  | Gold     | Platin       | Verkäufe   | Quellen              |
| -------------------------------------------------------------------------------------------- | ------- | -------- | ------------ | ---------- | -------------------- |
| Australien (ARIA)                                                                            | —       | —        | 3× Platin3   | 210.000    | aria.com.au          |
| Brasilien (PMB)                                                                              | —       | Gold1    | 2× Platin2   | 100.000    | pro-musicabr.org.br  |
| Dänemark (IFPI)                                                                              | —       | —        | Platin1      | 90.000     | ifpi.dk              |
| Deutschland (BVMI)                                                                           | —       | Gold1    | —            | 200.000    | musikindustrie.de    |
| Kanada (MC)                                                                                  | —       | —        | 4× Platin4   | 320.000    | musiccanada.com      |
| Neuseeland (RMNZ)                                                                            | —       | 4× Gold4 | 3× Platin3   | 142.500    | radioscope.co.nz NZ2 |
| Niederlande (NVPI)                                                                           | —       | —        | Platin1      | 80.000     | nvpi.nl              |
| Vereinigte Staaten (RIAA)                                                                    | —       | 2× Gold2 | 11× Platin11 | 12.000.000 | riaa.com             |
| Vereinigtes Königreich (BPI)                                                                 | Silber1 | —        | 2× Platin2   | 1.400.000  | bpi.co.uk            |
| Insgesamt                                                                                    | Silber1 | 8× Gold8 | 27× Platin27 |            |                      |

## Filmografie
- seit 2020: Dave (Fernsehserie)